# Sheepland
Sheepland è un gioco da tavolo in stile tedesco di Simone Luciani e Daniele Tascini.

## Svolgimento del gioco
Sheepland è ambientato sull'omonima isola, dove da secoli la popolazione si prende cura delle pecore. Da due a quattro pastori cercheranno di spostare le pecore sui terreni del tipo in cui hanno investito. Nel turno ogni giocatore può fare tre azioni fra le seguenti (anche ripetute):
- Muovi il tuo pastore
- Sposta una pecora
- Acquista una tessera terreno

Almeno una mossa del pastore è obbligatoria, e deve essere la seconda se le altre due mosse sono uguali.
Sono disponibili sei diversi tipi di terreno, con cinque tessere di ogni tipo a costi crescenti. Quando si acquista una tessera, si sta investendo in quel tipo di paesaggio poiché è lì che ti aspetti che le pecore finiscano per pascolare. 
La pecora nera solitaria nel gioco, che vale due punti, funge da elemento casuale, in quanto si muove in modo randomico.

## Riconoscimenti
- Best of Show: 2012 (Vincitore)
- Ludoteca Ideale 2013 (Vincitore)
- JUGuinho Children Game of the Year (Vincitore)